# 福山繊維ビル

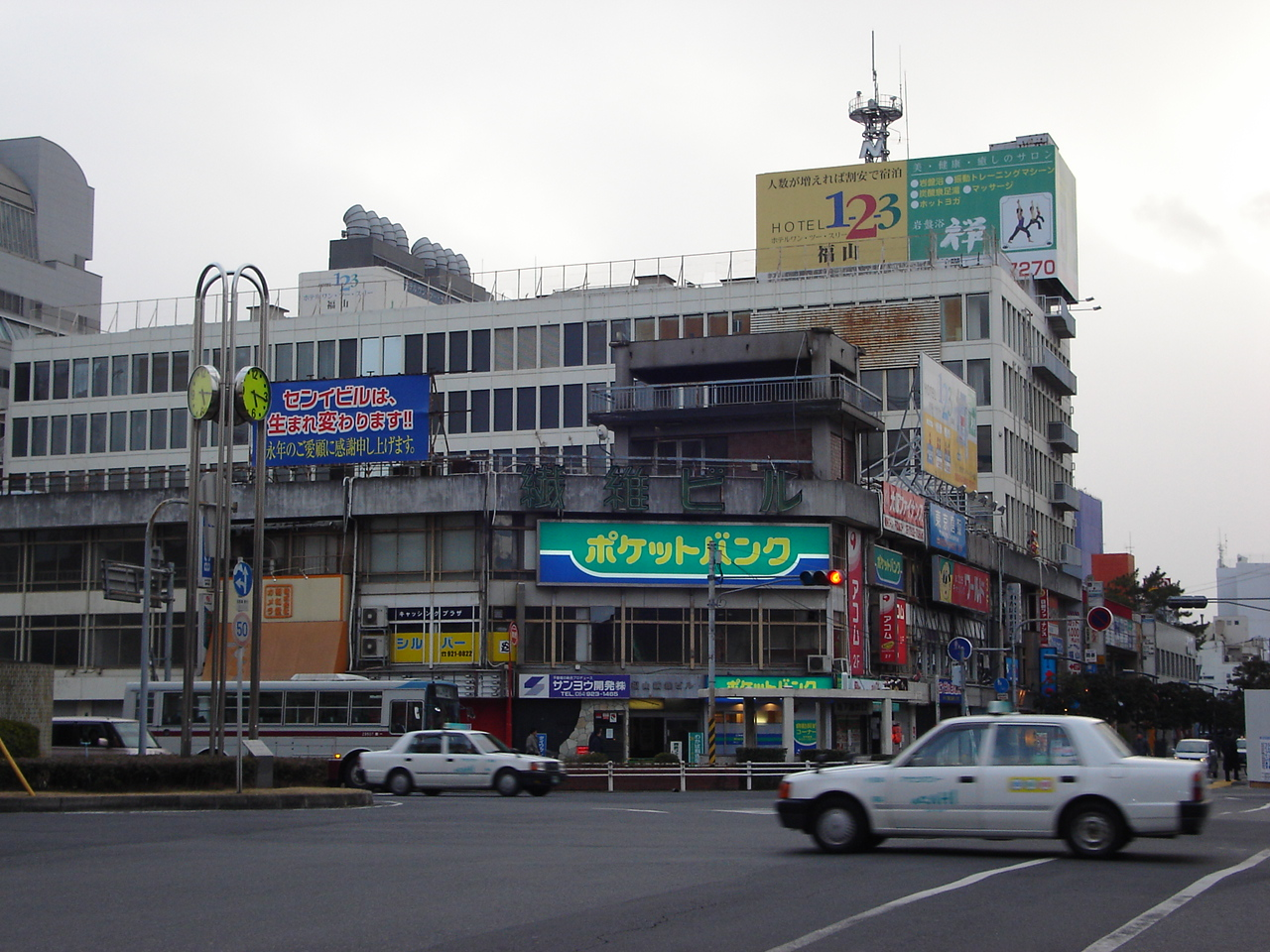
取り壊し前の福山繊維ビル。後述する通り、貸金業者の入居が目立っていた

福山繊維ビル（ふくやませんいビル・通称“センイビル”）は、広島県福山市にあった商業施設（雑居ビル）。
福山市東桜町に位置し鉄筋コンクリート3階建てで、1階部分が商店、2・3階が商店、事務所、住宅が混在していた。

## 歴史
1961年（昭和36年）に完成。当時は、繊維ビルの名のとおり繊維問屋や企業の事務所、服飾関係の店舗が入居していた。 70年代後半辺りから繊維不況のあおりで企業、問屋の退去が相次ぐものの、JR福山駅南口という立地の良さと、家賃の安さから飲食業を中心に他の職種から入居が相次いだ。特にファーストフード店・レコード店・ライブハウスなど若者向けの店舗や、貸金業者の事務所が多数入居していたのがいわばこのビルの特徴であった。 
ビルの老朽化から80年代から建て替え話があり、1992年に再開発協議会設立。1997年には、当時核テナントとなっていたマイカルが事業から撤退。2005年、第一種市街地再開発事業の施行認可。2008年夏に取り壊された。
跡地には2011年4月、地上28階建と住宅棟と地上16階建のホテルや商業施設を備えた複合大規模ビル｢ines FUKUYAMA（アイネスフクヤマ）｣が開業した。

## 新ビル名称
2008年9月21日に2,849通の応募の中から選ばれた｢ines FUKUYAMA｣という名称は、「繊維(seni)」を逆読みして建物が新しくなっても繊維ビルの名前を忘れまいとする思いが込められている。